# Lifelines
Lifelines je osmým albem norské skupiny A-ha.
Jako základ videoklipu k titulní skladbě, byl použit krátký film „Året gjennom Børfjord“ (anglicky „A Year along the Abandoned Road“).

## Řazení skladeb
1. Lifelines 4:17
2. You Wanted More 3:39
3. Forever Not Yours 4:06
4. There's A Reason For It 4:21
5. Time & Again 5:03
6. Did Anyone Approach You? 4:10
7. Afternoon High 4:30
8. Oranges On Appletrees 4:16
9. A Little Bit 4:10
10. Less Than Pure 4:13
11. Turn The Lights Down 4:14
12. Cannot Hide 3:19
13. White Canvas 3:27
14. Dragonfly 3:19
15. Solace 4:20

## Obsazení

### Členové skupiny
- Morten Harket (zpěv)
- Paul Waaktaar-Savoy (kytara, zpěv, klávesy)
- Magne Furuholmen (klávesy, zpěv)

### Hosté
(číslo za pomlčkou je pořadové číslo skladby)
- Anneli Drecker (zpěv) – 1 a 11
- Per Lindvall (bicí) – 1, 2, 3, 7, 8, 9, 10, 11, 13, 14 a 15
- Sven Lindvall (basová kytara) – 1, 2, 3, 7, 8, 11, 13 a 14
- Jørun Bøgeberg (basová kytara) – 9 a 10
- Martin Lindquist – 2, 12 a 13
- Attila – 12